# Ross (Californie)
Pour les articles homonymes, voir Ross.
Ross est une petite ville incorporée au comté de Marin en Californie (États-Unis).
Elle se situe au nord de San Francisco. Sa population était de 2 329 habitants lors du recensement de 2000.

## Démographie
| 1880 | 1910 | 1920 | 1930  | 1940  | 1950  |
| ---- | ---- | ---- | ----- | ----- | ----- |
| 252  | 556  | 727  | 1 355 | 1 751 | 2 179 |

| 1960  | 1970  | 1980  | 1990  | 2000  | 2010  |
| ----- | ----- | ----- | ----- | ----- | ----- |
| 2 551 | 2 742 | 2 801 | 2 123 | 2 329 | 2 415 |